# Francesco Franceschini
Francesco Franceschini (Vittorio Veneto, 22 febbraio 1908 – 23 febbraio 1987) è stato un politico italiano.

## Biografia
Francesco Franceschini Dal 1964 al 1967 presiedette alla elaborazione di tre volumi di atti e documenti pubblicati dalla Commissione denominata a suo nome e da lui presieduta «per la tutela e la valorizzazione del patrimonio storico, archeologico, artistico e del paesaggio».
Si tratta di un lavoro poi confluito nello schema del disegno di legge successivamente predisposto dalla Commissione Papaldo, disegno di legge però che, dopo oltre dieci anni, non risultava ancora operativo. Per una definizione di "bene culturale" in Italia si dovette aspettare la fine del decennio successivo, con le norme poi confluite nel Testo unico delle disposizioni legislative in materia di beni culturali e ambientali (Dlgs. n. 490 del 29 ottobre 1999).